# Johannes van Mildert

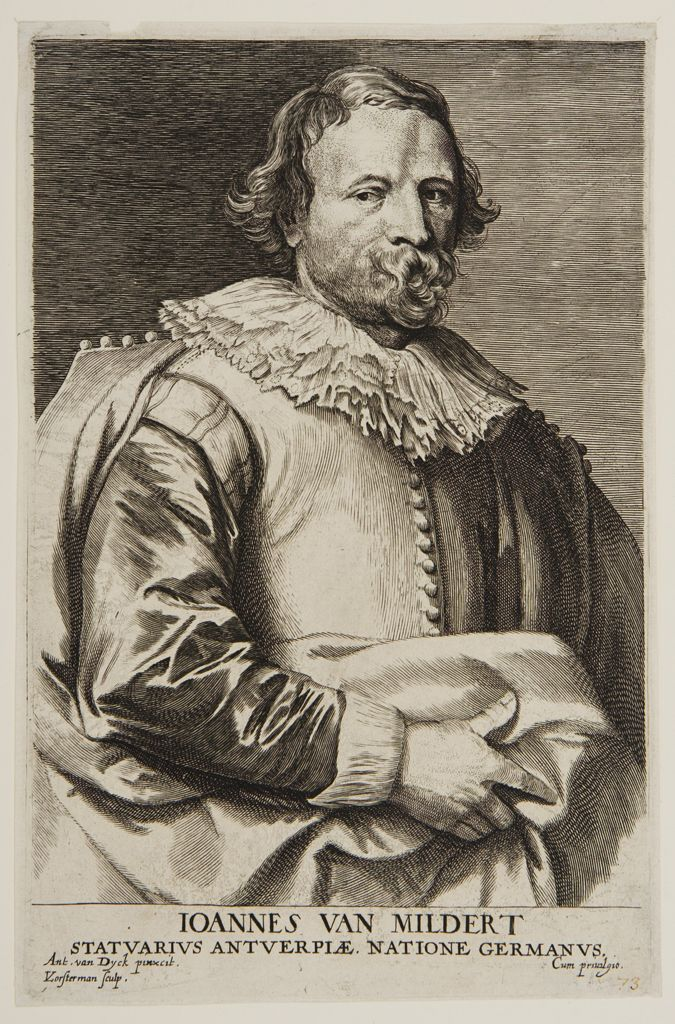
Porträt von Johannes van Mildert, Stich von Lucas Vorsterman nach einer Zeichnung von Anthonis van Dyck für van Dyck’s Iconographie

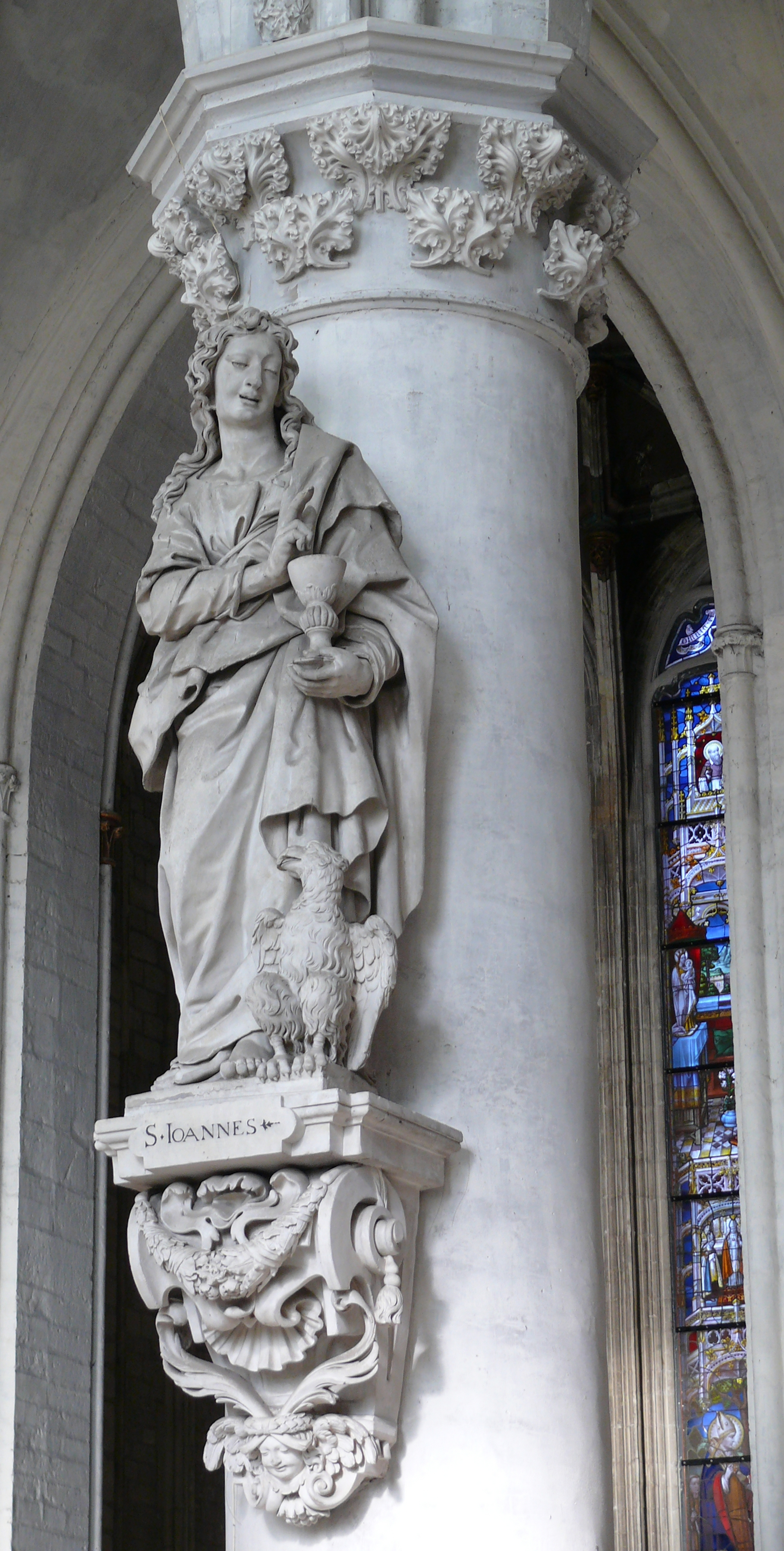
St. Johannes in der Kathedrale in Mechelen

Johannes van Mildert oder Hans van Mildert (auch Joannes van Mildert und Johannes van Milder, Beiname den Duyts = der Deutsche; geboren Anfang Januar 1588, getauft am 17. Januar 1588 in Königsberg; gestorben am 21. September 1638 in Antwerpen) war ein flämischer Bildhauer, bekannt für seine barocken Skulpturen, die in vielen belgischen und niederländischen Kirchen erhalten sind.

## Leben
Johannes van Mildert war der Sohn des Antwerpener Malers Anthoon van Mildert (gest. 1597), der in das ostpreußische Königsberg ausgewandert war. Er war wahrscheinlich ein Schüler von Willem van den Blocke, einem anderen Flamen, der sich in Danzig niedergelassen hatte.
Nach dem Tode seines Vaters ging er womöglich schon 1606 nach Antwerpen, dort wurde er 1610 als Freimeister Mitglied der Antwerpener Lukasgilde. Er unternahm dann, wahrscheinlich 1608, nach anderen Vermutungen 1610–1613, eine Reise nach Italien. Am 12. Februar 1612 heiratete er die Kaufmannstochter Elisabeth Waeyens, mit der er 11 Kinder hatte. Man nimmt an, dass er sich nach 1620 eine gewisse Zeit in Paris aufhielt. Diese Angaben werden jedoch von anderen angezweifelt. Er wurde 1628 Bürger von Antwerpen. In Antwerpen wurde er ein Freund von Peter Paul Rubens, der einen ähnlichen Hintergrund aufwies. Sie waren beide Flamen, die auswärts geboren waren und in die Heimatstadt zurückkehrten. 1632 wurde er Ältermann der Lukasgilde, und als Rubens 1633 zum Dekan der Antwerpener Lukasgilde gewählt worden war, wurde diesem erlaubt, die täglichen Amtsgeschäfte in die Hände von van Mildert zu legen. 1633 wurde er in Brüssel zum „erzherzoglichen Hofbildhauer“ ernannt. Von 1634 bis 1636 war er Dekan der Lukasgilde.
Seinen Beinamen den Duyts, also der Deutsche, bekam er, weil er in Königsberg geboren und aufgewachsen war. Sein Sohn Cornelis van Mildert wurde ebenfalls Bildhauer und Zeichner, der die Werkstatt seines Vaters fortführte. Seine Tochter Elisabeth war verheiratet mit dem Bildhauer Gerard van Opstal. Sein Sohn Cornelis und sein Schwiegersohn vollendeten einige der Werke, die zum Zeitpunkt seines Todes noch nicht fertig waren. Der zweite Sohn, später ebenfalls Maler, trug den Namen Peter Paul und war Patenkind von Peter Paul Rubens. Er wurde Rubens Schwiegersohn.

## Werk
1617 fertigte er die Bildhauerarbeiten im Hause von Rubens in Treppenhaus und Portikus. Er schuf zahlreiche Werke wie Altäre, Apostelfiguren und Grabdenkmäler für Kirchen in Antwerpen und Flandern, aber auch Porträtbüsten. Auf diese Weise wurde er zum Hauptkonkurrenten der Werkstatt der Brüder Hans und Robert Colyns de Nole, die den Antwerpener Markt seit Beginn des 17. Jahrhunderts dominierten.

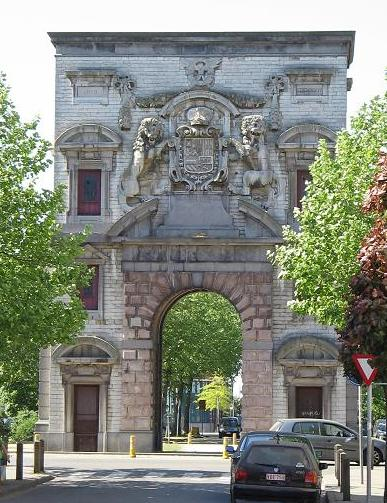
Das Waterpoort in Antwerpen. Entwurf von Rubens, Ausführung von Mildert

Anfangs arbeitete er im Stil des Manierismus. Die monumentale Kamineinfassung aus Alabaster, die er 1618 für den Hochzeitssaal des Antwerpener Rathauses schuf, folgte dem manieristischen Stil von Cornelis Floris de Vriendt und basiert womöglich auf einer dessen Zeichnungen. Ungefähr zu dieser Zeit begann er, im barocken Stil seines Freundes Rubens zu arbeiten. 1618 schuf er einen Altar aus schwarzem und weißem Marmor für die Kapellenkirche in Brüssel nach einem Entwurf von Rubens. Diese Konstruktion (heute in Saint-Josse-ten-Noode) war der erste Steinaltar in der Form eines Portikus in den südlichen Niederlanden. Rubens beauftragte van Mildert auch, die bekannte Trennwand mit Bögen in Rubens’ Residenz in Antwerpen zu fertigen. Weiterhin führte er Rubens’ Entwurf für das Waterport (Wassertor) aus, ein Tor, das ursprünglich Teil der Antwerpener Stadtmauer war.
Trotz der barocken Natur seiner architektonischen Arbeiten folgten seine figürlichen Arbeiten dem nicht-dynamischen Stil der Renaissance. Sein Bildnis des St. Gummarus für den barocken Altar in der St.-Gummarus-Kirche in Lier von 1620 hat schwere Proportionen, ist unrealistisch in den Details und statisch in der Anmutung. Spätere Werke wie die Marmorstatue des Apostels Simon von 1638 in der Kathedrale in Mechelen wirken lebendiger und realistischer. Das gilt auch für die Skulpturen, die er nach den Entwürfen von Rubens fertigte, wie die Figur des Erzengels Michael im Kampf mit dem Teufel, die für die Abteikirche St. Michael in Antwerpen entstand und sich heute in der St.-Trudo-Kirche in Zundert befindet.
Er bekam den Auftrag zu Entwurf und Ausführung des Hauptaltars der St.-Johannes-Kathedrale in ’s-Hertogenbosch, der um 1617/20 vollendet wurde. Eine Zeichnung und ein Gemälde dieses Altars von Pieter Saenredam sind erhalten und Teile des Altars befinden sich im Rijksmuseum in Amsterdam.
Van Mildert spielte eine wichtige Rolle in der Entwicklung der Formen der flämischen Kircheneinrichtungen, insbesondere bei der Fortentwicklung der sog. „Floris-Ornamentik“, die für das Barockornament der Antwerpener Kircheneinrichtungen von „größter Tragweite“ geworden ist. Johannes van Mildert gehört zu den „herausragensten Bildhauern und bedeutendsten Kirchenausstattern des 17. Jh. in Antwerpen“, obwohl die Qualität seiner figürlichen Darstellungen nicht die Qualität der Arbeiten seiner Zeitgenossen Artus Quellinus und François Duquesnoy erreichte.